# Inna Walerjewna Ryskal
Inna Walerjewna Ryskal (russisch Инна Валерьевна Рыскаль; * 15. Juni 1944 in Baku) ist eine ehemalige sowjetische Volleyballspielerin, die vier olympische Medaillen gewann.
Die 1,72 m große Inna Ryskal von Neftschi Baku debütierte bei der Weltmeisterschaft 1962 in der sowjetischen Volleyballnationalmannschaft, das Team erkämpfte vor heimischem Publikum die Silbermedaille hinter den Japanerinnen. Ihren ersten internationalen Titel gewann Inna Ryskal bei der Europameisterschaft 1963. Im Jahr darauf fand bei den Olympischen Spielen 1964 die olympische Premiere für Volleyball statt. Im letzten und entscheidenden Spiel des Turniers siegten die Japanerinnen über die sowjetischen Spielerinnen, die die Silbermedaille erhielten. An der Weltmeisterschaft 1967 nahm die sowjetische Mannschaft, wie alle anderen Ostblockmannschaften, nicht teil, nachdem es mit den gastgebenden Japanern zu keiner Einigung über die Bezeichnungen für die zur Teilnahme qualifizierten Teams aus Nordkorea und aus der DDR kam.
In den nächsten fünf Jahren gewann Inna Ryskal mit der sowjetischen Mannschaft Goldmedaillen bei der Europameisterschaft 1967, den Olympischen Spielen 1968, der Weltmeisterschaft 1970, der Europameisterschaft 1971 und den Olympischen Spielen 1972. Bei ihren letzten großen Auftritten bei der Weltmeisterschaft 1974 und bei den Olympischen Spielen 1976 gewann Inna Ryskal noch einmal je eine Silbermedaille, Gold ging in beiden Fällen an die Japanerinnen.
2000 wurde Inna Ryskal in die „Volleyball Hall of Fame“ aufgenommen.